# Langenæs Allé
Langenæs Allé i Aarhus er en gade beliggende i bydelen Langenæs mellem Søndre Ringgade og banegraven ved Den østjyske længdebane. Gaden er domineret af bykarréer og boligblokke i 3-8 etager foruden Højhuset Langenæs og Langenæs Kirke. Gadens navn er afledt af bydelens navn.
Langenæs Allé er navngivet i 1952 og er sandsynligvis anlagt få år forud. Den altafgørende bebyggelse udgøres overvejende af arkitekterne V. Puck og Carl E. Jensen. Karréerne er ensartede med hensyn til proportioner og materialer og især de tilbagetrukne altaner imellem de gennemgående karnapper udgør et karakteristika.
Som en følge af sin nære tilknytning til Ringgaden, Skanderborgvej og Marselis Boulevard, er Langenæs Allé præget af en del gennemgående trafik.